# Fabio Massimo Cantini
Fabio Massimo Cantini (Roma, 9 dicembre 1942) è un compositore e musicista italiano che ha scritto canzoni per artisti come Mia Martini, Mina, Patty Pravo, Fausto Leali, Edoardo Vianello, Franco Califano. Nel 1977 ha partecipato al World Popular Song Festival-Yamaha di Tokyo col brano Ritratto di donna, cantato da Mia Martini, classificatosi al primo posto e al Festival di Sanremo 1990 con La nevicata del '56, interpretata da Mia Martini, che ottiene il premio della critica. Ha scritto anche alcune sigle tv di cartoni animati come Il Grande Mazinga, Daltanious, Pinocchio perché no?, La fantastica Mimì, L'isola del tesoro, Cybernella e altre.

## Biografia
Cresciuto in un clima fortemente influenzato dalla musica, col pianoforte in casa e un viavai di musicisti che frequentavano il fratello maggiore, Mario, che stava affermandosi come pianista jazz, metabolizza rapidamente gli umori musicali degli anni cinquanta e sessanta, imparando presto il pianoforte e organizzandosi in un gruppo di amici con cui suonare alle feste studentesche e private. E così, alternando via via gli studi universitari all'attività musicale, inizia a disegnare inconsapevolmente le linee guida della sua carriera che si realizza in un percorso un po' amministrativo e un po' artistico. Infatti mentre si laureava nel 1966 in giurisprudenza, contemporaneamente firmava il suo primo contratto di esclusiva come autore e compositore con le edizioni musicali Ariston di Alfredo Rossi da cui nacquero le prime collaborazioni importanti con Bruno Martino (Sabato sera, 1967) e Gianni Mascolo (Noi e L'hai detto tu, 1967).
Dal rapporto successivo con la Dischi Ricordi nacquero invece altre iniziative interessanti fra cui un 45 giri (Non si torna mai indietro e Tu mi aspetti ogni sera 1969) inciso dai Noi Quattro, cioè dagli stessi autori del gruppo storico con cui suonava durante l'università, che nell'occasione si esibiscono anche vocalmente.
Dopo il servizio militare espletato come ufficiale di Marina, fa le prime esperienze amministrative nel campo editoriale musicale dapprima col M° Gigi Cichellero e soprattutto con la MiMo di Franco Migliacci e Gianni Morandi dove resta per quasi due anni in un ambiente dinamico e creativo. Poi, nel 1971 decide di privilegiare gli studi giuridici e dopo i dovuti esami scritti e orali vince il concorso in Siae dove rimarrà come dirigente fino al 1999.
Collateralmente continua e anzi incrementa l'attività di compositore collaborando con nomi prestigiosi. Nel 1972 firma il testo di Amici mai cantato da Rita Pavone al Festival di Sanremo e nel 1973 incontra Franca Evangelisti, paroliera di squisita sensibilità, con cui inizia un percorso artistico molto importante che si protrae per alcuni anni con artisti affermati.
Nell'aprile del 1974 nasce la figlia Fabiana, che proseguirà la professione paterna, e nel contempo, dalla collaborazione con Franca, nasce Solo lei, che viene cantata da Claudio Baglioni e poi reinterpretata da Fausto Leali a Un disco per l'estate dello stesso anno.
Nel settembre dello stesso anno anche Mina ha voluto incidere la versione femminile dello stesso brano, e da questo momento inizia con lei una collaborazione che durerà fino al 1980. In questo periodo infatti scrive: Solo lui, Mai prima (1974), Signora più che mai, Tu no (1975), Ancora dolcemente (1976), Amando localmente, versione spagnola di Mónica Naranjo (1977), Buonanotte, buonanotte (1980) e L'amore è bestia, l'amore è poeta (1980).
Nello stesso periodo, particolarmente fecondo per il settore discografico, i rapporti si infittiscono e le opportunità si moltiplicano: sempre dalla collaborazione con Franca Evangelisti nel 1975 verranno pubblicati Padrone interpretato da Mia Martini e Stella cadente da Patty Pravo, nel 1976 Assurdo, ancora da Patty Pravo.
Sempre nel 1976 inizia una lunga collaborazione artistica con Carla Vistarini e Luigi Lopez: col brano Io la sera cantato da Giulia Del Buono vincono la Gondola d'Argento e nel 1977 Mara Cubeddu canta Piccoli amori. E nel novembre dello stesso anno si realizza un evento di particolare prestigio attraverso la partecipazione al Festival Internazionale della Yamaha a Tokyo del brano Ritratto di donna cantato da Mia Martini che vincerà pure il premio per la migliore interpretazione. È dello stesso anno anche Sognare è vita, sempre nell'interpretazione di Mia Martini, mentre nel 1979 esce il singolo di Fausto Leali A costo di morire.
Ma siamo ormai alla vigilia di un nuovo periodo particolarmente interessante, quello delle sigle musicali televisive dei cartoni animati giapponesi, che diviene in breve una sorta di cult per la generazione dei nati nei primi anni settanta. In questo contesto, durante il quale userà costantemente lo pseudonimo Argante, Cantini si trova, inaspettatamente rispetto alle esperienze musicali precedenti.
Nel 1979 infatti crea con Douglas Meakin il gruppo dei Superobots, che interpreterà Il Grande Mazinger e Daltanious con testi di Franco Migliacci e nel 1984 anche Superobot 28 e All'età della pietra. Nel 1980 insieme a Lopez e alla Vistarini nasce Pinocchio, perché no?, cantata dallo stesso Lopez, nel 1981 Cybernella cantata dal gruppo I Vianella, nel 1982 L'isola del tesoro cantata da Lino Toffolo e Fabiana e sempre nello stesso anno convince Fabiana a registrare come solista Belle e Sebastien, brano giapponese rivelatosi particolarmente fortunato. Nel 1983 è la volta de La fantastica Mimi nell'interpretazione di Georgia Lepore.
In ogni caso non rinuncia a iniziative musicali di altro genere e nel 1981 insieme a Lopez e alla Vistarini realizza un disco con due brani per Roberta Rey, Non sparate sulla luna e Non dico che morirei, ma è meglio quando ci sei. Nel 1982 esordisce in una nuova esperienza firmando le musiche originali del film di Vittorio Gassmann, Di padre in figlio e nel 1983 Ah, l'amore viene inciso da Franco Califano.
Successivamente, dopo un periodo dedicato prevalentemente a progetti connessi a dischi di sonorizzazione e a jingles pubblicitari, ritrova Mia Martini che nel 1989 canta Formalità e poi Califano con Mia dolce malattia e ancora Califano che nel 1990 canta Donna io ti amo. Sempre nello stesso anno, infine, partecipa al Festival di Sanremo dove riceverà il premio della critica, Mia Martini porterà al successo La nevicata del '56, brano di Vistarini-Cantini-Lopez in cui Califano, che notoriamente viene ritenuto l'autore del brano, ha solo apportato alcune modifiche al testo della Vistarini usate peraltro solo nella versione cantata da lui.
Nel 1991 ritrova Edoardo Vianello che canterà, alla sua maniera allegra e scanzonata, Arriva l'onda e Quelli dei wikkendi su testi di Franco Migliacci.
Nel 1992 gli si offre l'occasione di scrivere le musiche di una striscia tv su Rai 1, Vuoi vincere, condotta da Laura D'Angelo, che va in onda tutti i giorni per tre mesi e che ha rappresentato un'altra importante esperienza nel contesto di una carriera artistica.
Negli anni 2000 si ricorda un Tango della pioggia scritto con Bruno De Filippi, e soprattutto un film di cartoni animati, Bentornato Pinocchio, di cui ha scritto 90 minuti di musica con Franco Micalizzi e le relative sigle PiPiPinokkio e La Ghenga con testi della Vistarini cantate da Douglas Meakin.
Dal 2004 si occupa dello SNAC, Sindacato Nazionale Autori Compositori, e dal 2018 è stato eletto membro del Consiglio di Sorveglianza della SIAE.